# Глодгілешть
Глодгілешть, Глодгілешті (рум. Glodghilești) — село у повіті Хунедоара в Румунії. Входить до складу комуни Буржук.
Село розташоване на відстані 331 км на північний захід від Бухареста, 35 км на захід від Деви, 123 км на південний захід від Клуж-Напоки, 99 км на схід від Тімішоари.

## Населення
За даними перепису населення 2002 року у селі проживала 231 особа.
Національний склад населення села:
| Національність | Кількість осіб | Відсоток |
| -------------- | -------------- | -------- |
| румуни         | 225            | 97,4%    |
| цигани         | 6              | 2,6%     |

Рідною мовою назвали:
| Мова      | Кількість осіб | Відсоток |
| --------- | -------------- | -------- |
| румунська | 225            | 97,4%    |
| циганська | 6              | 2,6%     |